# 真壁氏幹
真壁氏幹（1550年9月12日－1622年4月17日）是日本戰國時代至江戶時代武將。佐竹氏家臣。常陸國真壁城城主。本姓平氏。官職是安藝守。弟弟為義幹。自稱暗夜軒。

## 生平
在天文19年（1550年）出生，父親是常陸國的國人領主真壁久幹。
在永祿年間成為真壁氏當主。很早就仕於佐竹義重，與妹婿梶原政景一同立於對後北條氏的最前線。持著長達2米的木杖「樫木棒」於戰場上衝刺，因為優秀的武勇而被稱為「鬼真壁」並為人所恐懼。参加許多佐竹氏的主要合戰，被賜予真壁、筑波兩郡合共4千5百石。
因為沒有兒子而收弟弟義幹的兒子真壁房幹為養子，在慶長3年（1598年）把家督讓給他。還有在關原之戰後並沒有跟隨佐竹氏移封至秋田，而是留在常陸國。
在元和8年（1622年）3月7日死去。被葬在下館的常林寺。

## 人物
- 向塚原卜傳學習劍術，與同門的齋藤傳鬼房互相競爭。後來創立霞流棒術。

- 根據『關八州古戰錄』等記載被稱為道無，但是在真壁家的系圖中記載氏幹的法名是翁山道永，而道無則是父親久幹的法名（性山道無、軒號是闇礫軒）。而在「卷之第二」中記載在天文6年（1537年）因為水谷全仲的計策而與結城氏方串通等，在史實的氏幹在誕生以前的活躍，以及在「卷之第九」中記載把女兒嫁給太田資正的兒子梶原源太左衛門等，在其中有鬼真壁的異名和樫木棒的逸話等被稱為氏幹的人物，被認為實際上是指久幹。